# Élection présidentielle indienne de 2022
L'élection présidentielle indienne de 2022 a lieu le 18 juillet 2022 afin d'élire au suffrage indirect le quinzième président de l'Inde pour un mandat de cinq ans.
Bien qu'éligible pour un second mandat, le président sortant Ram Nath Kovind n'est pas candidat à sa réélection. Membre comme lui du BJP au pouvoir au niveau national, Droupadi Murmu est élue par le collège électoral composé des membres du Parlement national et des Assemblées législatives de chacun des 28 États et des territoires du pays.
Droupadi Murmu devient la première personne Adivasis, c'est-à-dire issue d'une minorité tribale, à accéder à la présidence de l'Inde.

## Contexte

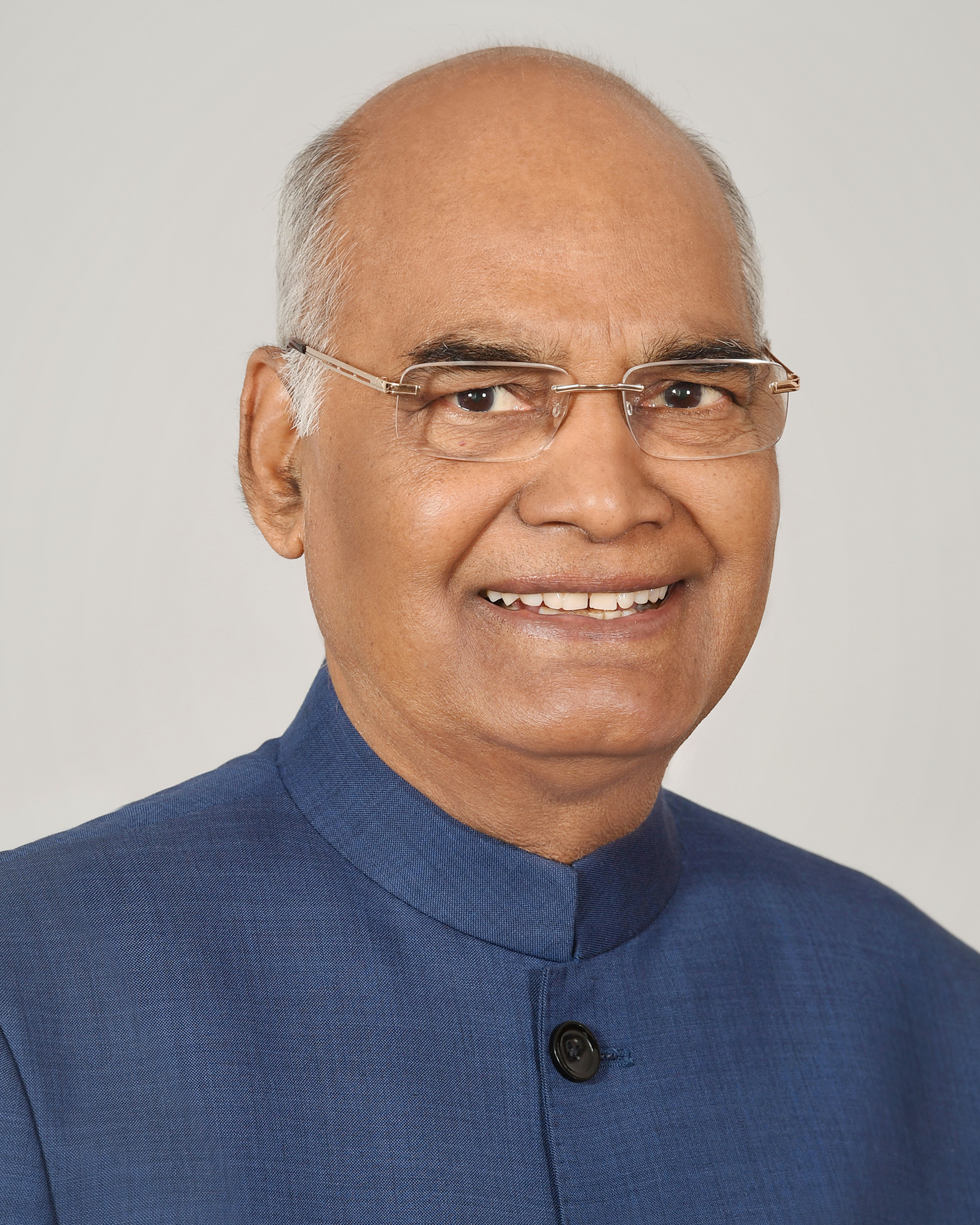
Ram Nath Kovind.

Il s'agit de la seizième élection du genre depuis la proclamation de la République en 1950. Le chef de l'État indien détient des prérogatives essentiellement honorifiques dans le cadre d'un régime parlementaire.
L'élection présidentielle précédente, organisée en juillet 2017, voit la victoire du candidat soutenu par la coalition gouvernementale de l'Alliance démocratique nationale, Ram Nath Kovind, qui obtient 65,65 % des voix du collège électoral face à son adversaire, la candidate de l'Alliance progressiste unie (UPA), Meira Kumar. Second président dalit après Kocheril Raman Narayanan, il succède le 25 juillet 2017 à Pranab Mukherjee, issu pour sa part du Congrès, donnant ainsi lieu à une alternance.
Les élections législatives de mai 2019 voient l'Alliance démocratique nationale menée par le Premier ministre Narendra Modi accroitre sa majorité absolue à la Lok Sabha, permettant à Modi d'être reconduit pour un second mandat.

## Système électoral
Le président de l'Inde est élu pour un mandat de cinq ans au vote à second tour instantané par un collège électoral composé des membres de la Lok Sabha et de la Rajya Sabha, respectivement chambre basse et chambre haute du Parlement, ainsi que ceux des Assemblées législatives de chacun des 28 États et des territoires de Delhi et de Pondichéry,.
Les votes sont pondérés en attribuant à chaque vote un « poids » en nombre de voix, selon deux principes. D'une part, le total des voix des membres du Parlement doit être égal à celui des voix des membres des législatures des États. D'autre part, le nombre de voix attribuées aux membres des législatures des États doit correspondre au poids démographique de chacun de ces derniers. 
Pour ce faire, la population de chaque État est divisé par 1 000 puis ce chiffre est divisé par le nombre de députés de l'Assemblée législative, ce qui donne le nombre de voix données à chaque député de l'État. Les votes des membres du Parlement sont calculés en divisant le nombre de votes de tous les députés des États par le nombre de membres des deux chambres du Parlement.
Le mode de scrutin utilisé est le vote à second tour instantané. Les électeurs classent tout ou partie des candidats par ordre de préférence. Est alors élu le candidat qui recueille la majorité absolue des premières préférences. À défaut, le candidat arrivé en dernier est éliminé, et les secondes préférences de ses électeurs sont réparties aux autres candidats. L'opération est répétée jusqu'à ce qu'un candidat obtienne de manière cumulée la majorité absolue. Ce mode de scrutin permet ainsi l'élection d'un candidat en simulant plusieurs tours de scrutin, tout en ne requérant qu'un seul passage des électeurs aux urnes. La plupart des élections présidentielles indiennes ne voient cependant s'opposer que deux candidats, le vote prenant alors la forme d'un scrutin uninominal majoritaire à un tour.

### Conditions de candidatures
Pour se présenter à l'élection, un candidat doit être âgé d'au moins trente-cinq ans révolus, détenir la citoyenneté indienne, être inscrit sur les listes électorales et ne pas avoir de fonction ou de rémunération sous le gouvernement de l'Inde ou de l'un de ses États ou territoires, à l'exception des postes de président, vice-président, gouverneur et ministre de l'Inde ou de l'un de ses États.
Un candidat doit également réunir les parrainages d'au moins cinquante membres du collèges électoral, secondées par celles d'au moins cinquante autres membres — Chaque membre du collège électoral ne pouvant parrainer qu'un seul candidat —, et s'acquitter d'une caution de 15 000 roupies à la Banque de réserve de l'Inde. Ce dépôt lui est restitué s'il atteint un sixième des voix,.

## Résultats
| Candidats                | Candidats                | Coalition                | Votes | Voix      | %     |
| ------------------------ | ------------------------ | ------------------------ | ----- | --------- | ----- |
|                          | Droupadi Murmu           | NDA                      | 2 824 | 676 803   | 64,03 |
|                          | Yashwant Sinha           | UO                       | 1 877 | 380 177   | 35,97 |
|                          |                          |                          |       |           |       |
| Votes valides            | Votes valides            | Votes valides            | 4 701 | 1 056 980 | 98,89 |
| Votes blancs et nuls     | Votes blancs et nuls     | Votes blancs et nuls     | 53    | 15 397    | 1,11  |
| Total                    | Total                    | Total                    | 4 754 | 1 072 377 | 100   |
| Abstention               | Abstention               | Abstention               | 55    | 14 054    | 1,14  |
| Inscrits / participation | Inscrits / participation | Inscrits / participation | 4 809 | 1 086 431 | 98,86 |

## Analyse

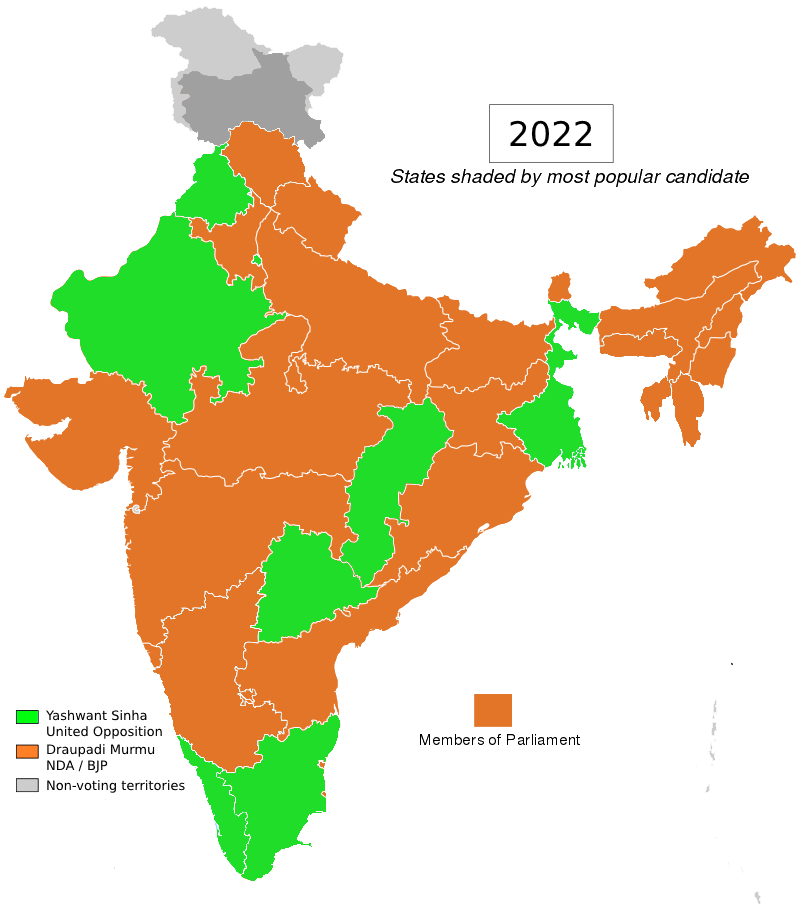
Candidat arrivé en tête par État.

Droupadi Murmu est largement élue avec plus de 64 % des voix. La candidate de la NDA, membre du BJP comme le président sortant ainsi que le Premier ministre Narendra Modi, devient la deuxième femme a accéder à la présidence de l'Inde, ainsi que la première personne d'origine Adivasis, c'est-à-dire issue d'une minorité tribale. Ancienne institutrice de l'un des districts les plus pauvres du pays, elle s'était fait connaitre par son engagement pour la défense des minorités tribales. Engagée en politique, elle était auparavant devenue ministre dans le gouvernement de l'état d'Odisha avant d'en devenir la première femme gouverneure. Elle est par ailleurs la plus jeune personne à devenir présidente, ainsi que la première née après l'indépendance du pays en 1947,. Elle prend ses fonctions le 25 juillet 2022.

## Vice-présidentielle

### Résultats
| Candidats                | Candidats                | Coalition                | Votes | %     |  |
| ------------------------ | ------------------------ | ------------------------ | ----- | ----- |  |
|                          | Jagdeep Dhankhar         | NDA                      | 528   | 74,37 |  |
|                          | Yashwant Sinha           | UO                       | 182   | 25,63 |  |
|                          |                          |                          |       |       |  |
| Votes valides            | Votes valides            | Votes valides            | 710   | 97,93 |  |
| Votes blancs et nuls     | Votes blancs et nuls     | Votes blancs et nuls     | 15    | 2,07  |  |
| Total                    | Total                    | Total                    | 725   | 100   |  |
| Abstention               | Abstention               | Abstention               | 55    | 4,05  |  |
| Inscrits / participation | Inscrits / participation | Inscrits / participation | 780   | 92,95 |  |

### Analyse
Une élection vice-présidentielle se déroule le 6 août suivant afin de choisir le nouveau vice-président. Jagdeep Dhankhar, membre du Bharatiya Janata Party et ancien gouverneur du Bengale-Occidental présente sa candidature le 16 juillet, suivi le lendemain par la candidate de l'Opposition unie et membre du Congrès national indien, Margaret Alva,. Jagdeep Dhankhar l'emporte avec 72,8 % des suffrages, soit le meilleur résultat pour une vice-présidentielle indienne depuis celle de 1997. Il prête serment le 11 août 2022,.